# بوب بورنس (سياسي)
بوب بورنس (بالإنجليزية: Bob Burns)‏ هو سياسي أمريكي، ولد في 26 مايو 1938 في رولف في الولايات المتحدة. حزبياً، نشط في الحزب الجمهوري. وقد انتخب عضو مجلس ولاية أريزونا.